# Cynthia Jane Kenyon
Pour les articles homonymes, voir Kenyon.
Cynthia Jane Kenyon (née le 21 février 1954 à Chicago) est une biologiste moléculaire américaine qui étudie la génétique du processus de vieillissement (gérontogenèse). 

## Biographie
Kenyon grandit à Athens (Géorgie), où ses parents étaient employés à l'Université de Géorgie :  son père était professeur de géographie, sa mère travaillait dans l'administration. Kenyon étudie la chimie et la biochimie dans la même université, elle est bachelor en 1976. Elle fait ensuite son doctorat en 1981 au  Massachusetts Institute of Technology sous la direction de Graham C. Walker ; dans sa thèse elle démontre l'activation de gènes de réparation ADN après une lésion de l' ADN dans les bactéries E. coli. En tant que post-doctorante, elle fait des recherches sur la régulation génétique de la morphogenèse du  nématode Caenorhabditis elegans (C. elegans) avec Sydney Brenner au laboratoire MRC de Cambridge, nématode qu'elle avait déjà étudié dans le laboratoire de Robert Horvitz au MIT.   À Cambridge, elle découvre que les gènes Hox, actifs dans la morphogenèse chez la drosophile sont également actifs chez C. elegans. En 1986, elle devient professeure adjointe, et en 1994 professeur titulaire à l'Université de Californie à San Francisco (UCSF), où elle est professeur distingué Herbert Boyer de biochimie et biophysique depuis 1997 et professeur de l'American Cancer Society depuis 2005. Elle dirige le centre Hillblom de l'UCSF de biologie du vieillissement. Elle est actuellement employée par Calico (entreprise), une filiale de Google, en tant que vice-présidente et chercheuse sur le vieillissement. 

## Travaux
En 1993, elle découvre dans son laboratoire qu'une seule mutation du gène daf-2 (en) de C. elegans doublait la durée de vie. Peu de temps après, elle découvre qu'une mutation dans un autre gène (le daf-16 (en)) inversait cette situation, ce qui signifie que d'autres gènes existent qui déterminent la durée de vie de C. elegans. Elle a également montré que les deux gènes régulent les activités d'autres gènes et agissent l'un contre l'autre. Lorsqu'il a été découvert que le gène daf-2 code un récepteur hormonal à la surface cellulaire avec des hormones similaires à l' insuline et qu'il ressemble et au facteur de croissance analogue à  l'insuline I dans les organismes supérieurs, Kenyon étudie les effets des médicaments pour retarder le processus de vieillissement. À cette fin, elle a fondé Elixir Pharmaceuticals à Boston en 1999 avec Leonard Guarente. En 2003, elle a montré qu'en affaiblissant le gène daf-2 et en détruisant les cellules du système reproducteur, l'espérance de vie de C. elegans pouvait passer de 20 jours à 125 jours. 

## Prix et distinctions (sélection)
- 1997 : Membre de l'Académie américaine des arts et des sciences
- 2003 : Membre de l'Académie nationale des sciences
- 2000 : Prix international roi Fayçal en médecine.
- 2004 : « Award for Distinguished Research in the Biomedical Sciences » de l'Association of American Medical Colleges
- 2005 : « Ilse & Helmut Wachter Award for Exceptional Scientific Achievement »[1]
- 2006 : Longevity Prize  de la Fondation IPSEN.
- 2011 : Prix Dan David

En 2003, elle a été présidente de la Genetics Society of America .